# Cremastobaeus aurantiacus
Cremastobaeus aurantiacus är en stekelart som beskrevs av Loiacono och Mulvany 1987. Cremastobaeus aurantiacus ingår i släktet Cremastobaeus och familjen Scelionidae. Inga underarter finns listade i Catalogue of Life.